# 徐有晶
徐有晶或譯徐有貞（韓語：서유정，1978年12月31日—），韓國女演員。

## 演出作品

### 電視劇
- 1996年：MBC《黃金羽毛》
- 1997年：MBC《星夢奇緣》
- 1997年：MBC《簡易車站》
- 1997年：MBC《最愛的人是妳》飾演 朴相玉
- 1998年：MBC《我只知道愛》
- 1998年：MBC《射向明天》
- 1999年：SBS《心上人啊你是誰》
- 1999年：MBC《美麗的陽光》
- 2001年：KBS《脆弱的心》
- 2003年：MBC《聖女與魔女》飾演 文河蘭
- 2004年：KBS《九尾狐外傳》
- 2005年：KBS《漂亮寶貝》飾演 李善美
- 2006年：MBC《Best劇場－春行》飾演 宋英愛
- 2006年：KBS《那女人的選擇》飾演 安真真
- 2007年：MBC《New Heart》
- 2008年：SBS《不汗黨》
- 2008年：SBS《家門的榮光》飾演 金賢玉
- 2009年：KBS《傳說的故鄉》
- 2010年：MBC《粉紅色口紅》飾演 金美蘭
- 2010年：MBC《Royal Family》飾演 楊琪貞
- 2011年：SBS《如果明日來臨》飾演 賢淑姐
- 2014年：KBS《Drama Special－周歲》飾演 慶珠
- 2014年：JTBC《宥娜的街》飾演 金美瑄
- 2015年：tvN《隱藏身份》飾演 嚴仁京
- 2016年：KBS《怪異家族》飾演 薛公主
- 2016年：SBS《我們的甲順》飾演 班智雅
- 2018年：tvN《陽光先生》飾演 洪波
- 2022年：KBS《紅丹心》飾演 尹氏夫人

### 電影
- 2007年：《兩個人》（客串）
- 2009年：《清潭菩薩》
- 2009年：《婚宴之後》

## 外部連結
- NAVER （页面存档备份，存于）